# Pazin (hrad)
Hrad Pazin (chorvatsky Kaštel Pazin, italsky Castello di Pisino, německy Mitterburg) je středověká pevnost postavená na masivní skále uprostřed města Pazin, správního centra Istrijské župy v Chorvatsku. Na rozdíl od mnoha jiných hradů, které byly postaveny na vrcholcích kopců, hrad Pazin byl vybudován na nižší úrovni, přímo nad propastí, což z něj činí unikátní stavbu v rámci istrijské architektury. Jedná se o největší a nejlépe dochovaný hrad v této nejzápadnější chorvatské župě. Svou současnou podobu získal zejména v důsledku přestavby v 19. století.
Hrad se nachází nad hlubokou roklí, kterou vytváří krasová říčka Pazinčica. Tato podzemní říčka mizí v tzv. jamě (foiba) v oblasti pod hradem a pokračuje dále podzemím. Pod hradem se historicky rozvinulo podhradí obývané řemeslníky, obchodníky a přistěhovalci.

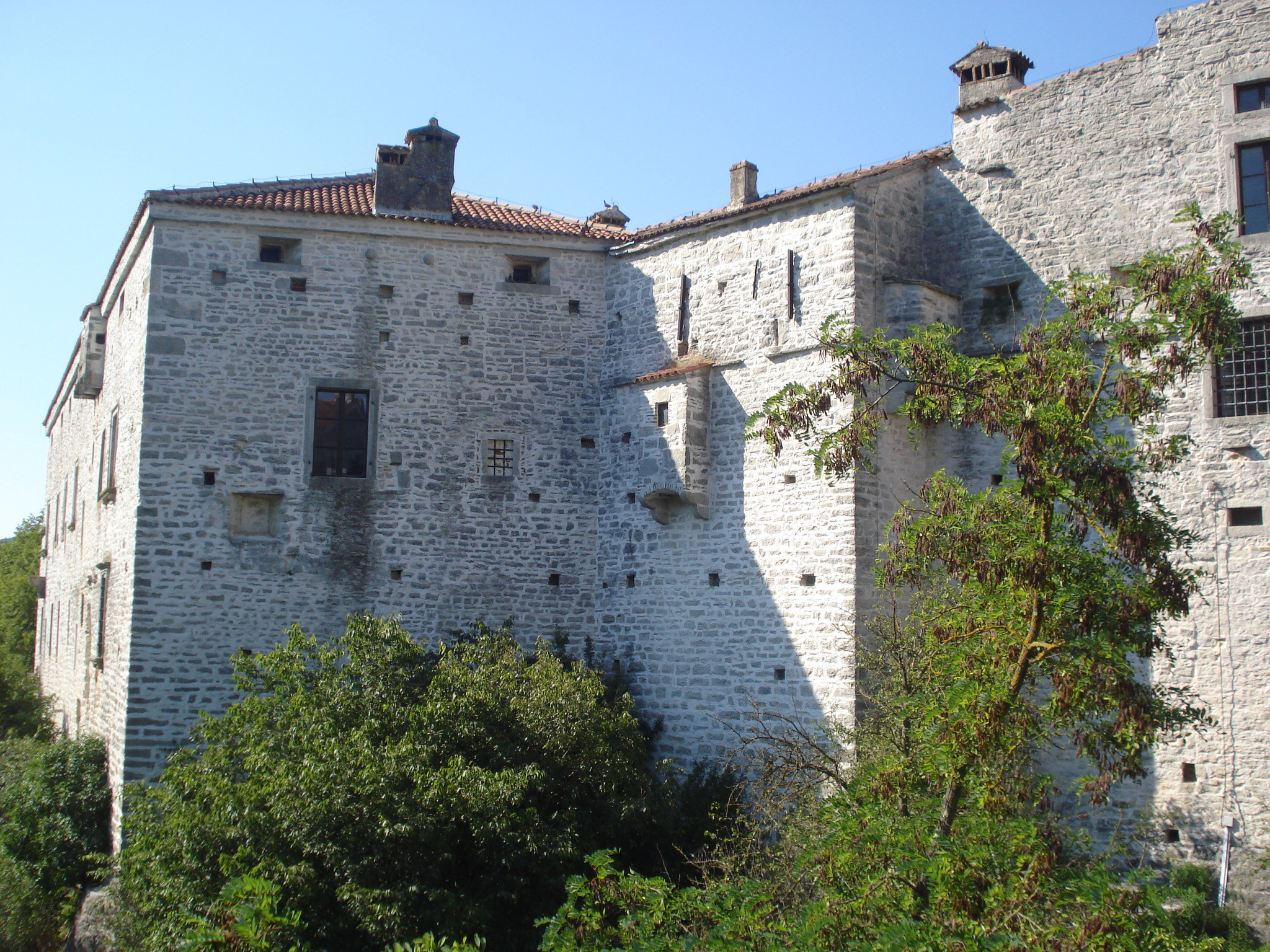

Pevnost byla postavena z tesaného kamene a během více než jedenácti století své existence prošla několika zásadními přestavbami a rekonstrukcemi. Podle dochovaných nápisových desek nad vstupním průčelím došlo k přestavbě již ve 12. nebo 14. století. Vnější fasády i interiéry nesou stopy tzv. německé gotiky, přičemž půdorys si uchoval znaky románského slohu. Ve 14.–15. století byly vystavěny nové obranné prvky: například východní dvojitá kurtinová zeď a ochozy s cimbuřím. V této době vznikly také nové hospodářské budovy – stáje, kuchyně, sklady i cisterna u hlavního vstupu. Z původního obranného systému s vysokými věžemi a střílnami se část prvků dochovala, jiné byly během 18. století sníženy či zazděny. Výrazná byla například čtyřboká věž, která ve své době dominovala siluetě hradu. Z východní strany byl hrad chráněn ještě půlkruhovým předvalem a ke vstupu vedla prudká přístupová cesta s dvojitou bránou a padacím mostem, která se používala až do počátku 19. století. Při přestavbě v 19. století byla původní pravidelná podoba hradu narušena – byly odstraněny obranné prvky a hrad získal dnešní nepravidelný polygonální půdorys. 
V prostorách hradu dnes sídlí dvě muzea: Etnografické muzeum Istrie a Městské muzeum Pazinu.

## Historie
Hrad Pazin je poprvé písemně doložen 7. června 983 v listině, kterou císař Svaté říše římské Ota II. potvrzuje vlastnictví hradu biskupovi z Poreče pod názvem Castrum Pisinum. Původní podoba hradu zahrnovala podlouhlou dvoupatrovou budovu s věží a kaplí zasvěcenou Panně Marii, vybavenou malou zvonicí. Ve 12. století biskupové z Poreče hrad postoupili Meinhardovi ze Schwarzenburgu, majiteli hradu Črnigrad (německy Schwarzenburg), dále Meinhardu I., hraběti z Gorizie, a nakonec Meinhardu, markraběti istrijskému (†1193), a jeho nástupcům. Meinhard byl zakladatelem pazinského hrabství – části střední Istrie pod německou (později habsburskou) správou – které existovalo až do pádu Benátské republiky v roce 1797.

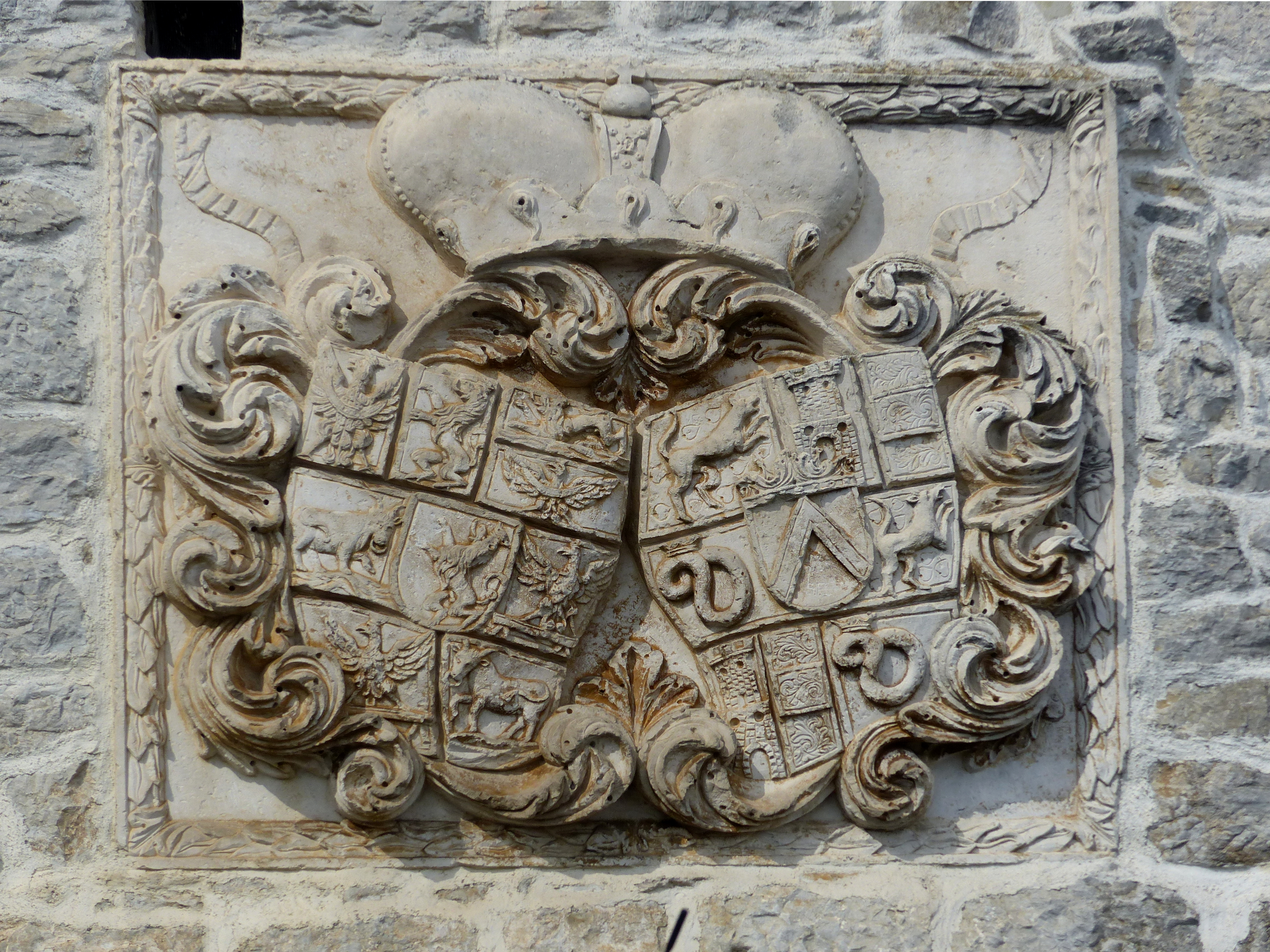
Erby na fasádě

V roce 1374 zemřel bezdětný Albert IV., markrabě z Gorizie, a hrad přešel na členy rodu Habsburků. Ti jej v následujících stoletích opakovaně pronajímali nebo zastavovali různým šlechtickým rodinám, často úzce spojeným s Habsburky. Mezi nimi byli příslušníci rodů Auersperg, Barbo, Della Torre, Devinski, Durr (Dürrer), Eggenberg, Flangini, Fugger, Khevenhüller, Mosconi (v roce 1557 provedl významné stavební úpravy kapitán Alessio Mosconi), Swetkowitz (v roce 1560 nechal hrabě Swetkovitz postavit mohutnou půlkruhovou věž orientovanou na severní stranu), Turinetti de Prie a Walsee. Fasáda hradu nese pět historických erbů, z nichž jeden patří rodu Duinati, jeden rodu Walsee, jeden rodu De Pisino z Chersana a dva další jsou nejasného původu – možná náleží rodům Rab, Schül nebo Steindorfer. Ve druhé polovině 18. století byla zřízena soukromá kaple zasvěcená Panně Marii Sněžné, konsekrovaná mezi lety 1740 a 1766. 
Hrad býval strategicky důležitou pevností na hranici habsburských a benátských území, často vystavenou tlakům ze strany Benátské republiky. Proto zde v dobách válek sídlila stálá vojenská posádka. Navzdory tomu, že byl hrad ve své historii často obléhán, byl úspěšně dobyt pouze jednou – v roce 1508 Benátčany. Ti jej výrazně poškodili dělostřelbou, ale už následujícího roku byl opět získán Habsburky. Při dalším pokusu roku 1510 již hrad útok odrazil. V roce 1616, během rakousko-benátské války, utrpěl Pazin vážné škody, další útok v roce 1617 vedený Alvisem Zorzim však hrad nezdolal. Mírová dohoda byla podepsána až roku 1621.
V roce 1766 byl hrad prodán Antoniu Laderchimu de Montecuccoli za 240 000 florénů a v majetku jeho rodu zůstal až do roku 1945. Rod Montecuccoli byl spřízněn s větví z Modeny, jejímž nejznámějším členem byl generál Raimondo Montecuccoli, významná postava třicetileté války. V průběhu více než dvou následujících století se politická příslušnost oblasti opakovaně měnila: po zániku Benátské republiky v roce 1797 připadl Pazin habsburské monarchii, následně Napoleonově Francii, poté opět Habsburkům, v roce 1918 Itálii, roku 1945 Jugoslávii a od roku 1991 je součástí nezávislého Chorvatska a vlastníkem je město Pazin. V roce 1943 a znovu v roce 1945 sloužil hrad jako sídlo jugoslávské tajné policie OZNA a tzv. lidových soudů, které zde vedly procesy a držely vězně, z nichž někteří byli údajně popraveni svržením do propasti Pazinské jamy. Od roku 1987 probíhá postupná rekonstrukce, která se dosud týká všech částí kromě části nad propastí. Opravy probíhají pod dohledem památkářů chorvatského ministerstva kultury.
Po mnoho staletí sloužil hrad jako administrativní centrum Pazinského hrabství (chorvatsky Pazinska grofovija nebo Pazinska knežija, italsky Contado di Pisino, německy Grafschaft Mitterburg) nebo také Istrijského hrabství (chorvatsky Istarska grofovija nebo Istarska knežija, italsky Contea d'Istria, německy Grafschaft Isterreich). Vzhledem k tomu, že vlastníci hradu se v Pazinu zdržovali jen zřídka, spravovali jej pověření šlechtici, nejčastěji ve funkci kapitána či kastelána.

## Pazinská jama

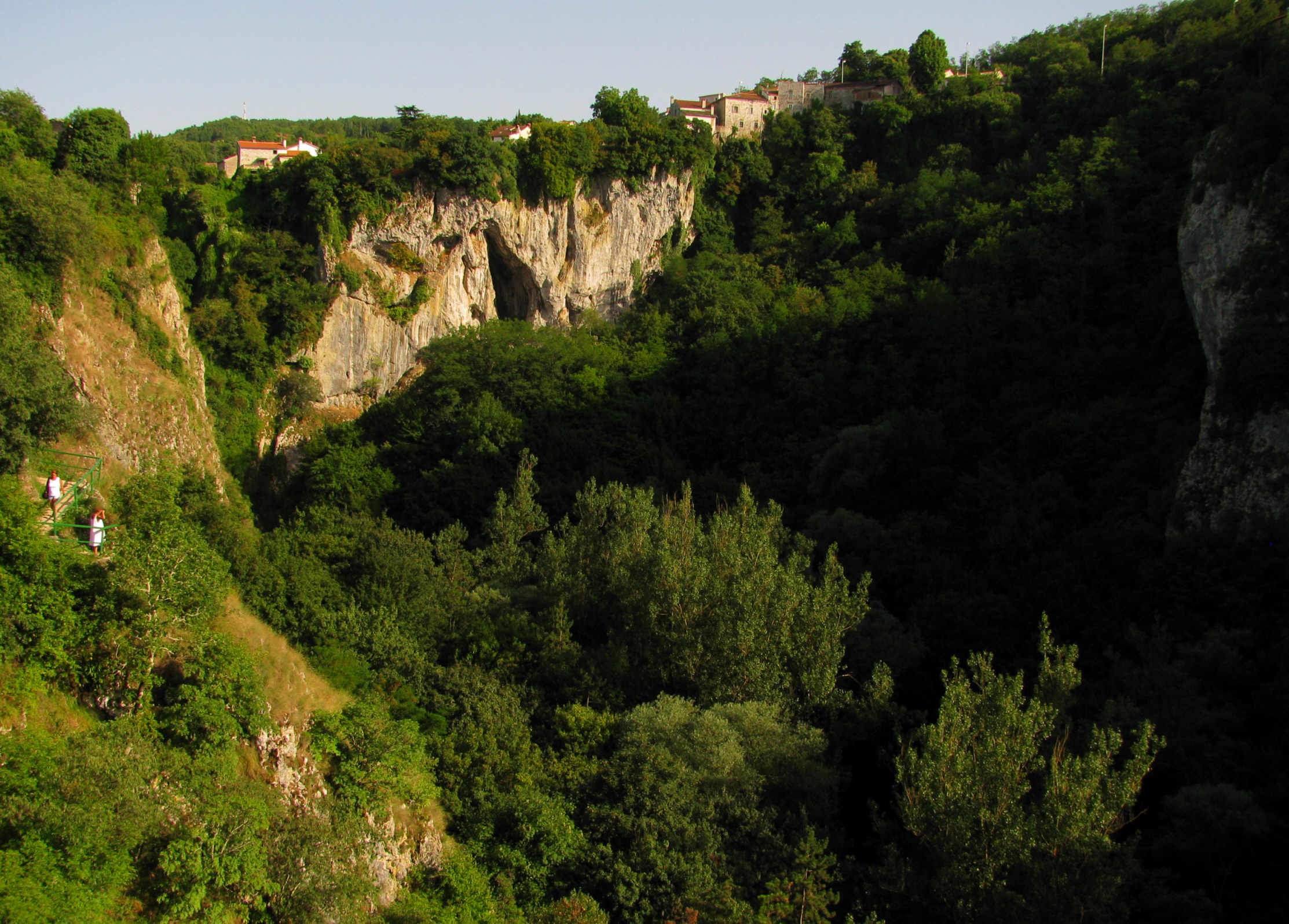
Pazinská jama

Pod hradem se nachází propast vytvořená říčkou Pazinčica, známá jako Pazinská jama, která je hluboká přibližně 100 metrů a široká 20 metrů. Tato krasová formace je považována za jeden z nejvýznamnějších příkladů krasové hydrogeografie v Istrii a byla částečně prozkoumána francouzským speleologem Édouardem-Alfredem Martelem v roce 1896.
Z geologického hlediska se jedná o tzv. ponorovou jeskyni (neboli ponor, místně zvaný ponikva), kde voda říčky Pazinčica přechází z povrchového toku do podzemního krasového systému. Tento ponor patří mezi nejznámější projevy dinarického krasu na Istrii a je součástí složitého hydrogeologického systému, který odvádí vodu směrem k Jaderskému moři.

## Jules Verne a Matyáš Sandorf
Hrad Pazin a přilehlou propast navštívil v roce 1884 při svých cestách Jules Verne a inspirovaly ho k napsání románu Matyáš Sandorf (Mathias Sandorf) z roku 1885. V tomto díle autor situoval dramatický útěk hlavního hrdiny právě do hlubin pazinské propasti, čímž přenesl reálnou geografii Istrie do světa dobrodružné literatury.